# Cementoblasto
Cementoblastos são células presentes no ligamento periodontal responsáveis pela produção do cemento celular e acelular.
São encontrados revestindo a superfícies da raiz entre os feixes do ligamento periodontal. São considerados como integrantes do ligamento periodontal.

## Morfologia
Constituido de 50% materia inorganica, 22% materia organica e 32% de agua Os cementoblastos são grandes, arredondados, com citoplasma basófilo indicativo de extenso retículo endoplasmático granular. Na formação do cemento acelular, os cementoblastos recuam deixando para trás a matriz do cemento. Quando o cemento celular está sendo formado, os cementoblastos ficam aprisionados em espaços no interior da própria matriz e passam a se chamar cementócitos. Devido ao o cemento ser avascular, os cementócitos dependem da difusão de nutrientes através do ligamento periodontal e como consequência, a maioria dos prolongamentos citoplasmáticos desta célula estão voltados para o ligamento.